# Brother (Racoon)
Brother is een single van de Nederlandse band Racoon en is twee keer uitgegeven in 2006. De eerste keer had het nummer geen succes, de tweede keer werd het onder andere alarmschijf en behaalde het wel de Nederlandse Top 40.

## Tracklist
1. Brother
2. Brother (live @ Paradiso)
3. Sunny Afternoon (live 3FM)
4. Genius (live 3FM)

## Hitnoteringen
| Brother in de Nederlandse Top 40 - binnen: 14 oktober 2006 | Brother in de Nederlandse Top 40 - binnen: 14 oktober 2006 | Brother in de Nederlandse Top 40 - binnen: 14 oktober 2006 | Brother in de Nederlandse Top 40 - binnen: 14 oktober 2006 | Brother in de Nederlandse Top 40 - binnen: 14 oktober 2006 | Brother in de Nederlandse Top 40 - binnen: 14 oktober 2006 | Brother in de Nederlandse Top 40 - binnen: 14 oktober 2006 | Brother in de Nederlandse Top 40 - binnen: 14 oktober 2006 | Brother in de Nederlandse Top 40 - binnen: 14 oktober 2006 | Brother in de Nederlandse Top 40 - binnen: 14 oktober 2006 | Brother in de Nederlandse Top 40 - binnen: 14 oktober 2006 | Brother in de Nederlandse Top 40 - binnen: 14 oktober 2006 | Brother in de Nederlandse Top 40 - binnen: 14 oktober 2006 | Brother in de Nederlandse Top 40 - binnen: 14 oktober 2006 | Brother in de Nederlandse Top 40 - binnen: 14 oktober 2006 | Brother in de Nederlandse Top 40 - binnen: 14 oktober 2006 | Brother in de Nederlandse Top 40 - binnen: 14 oktober 2006 | Brother in de Nederlandse Top 40 - binnen: 14 oktober 2006 | Brother in de Nederlandse Top 40 - binnen: 14 oktober 2006 |
| Week                                                       | 1                                                          | 2                                                          | 3                                                          | 4                                                          | 5                                                          | 6                                                          | 7                                                          | 8                                                          | 9                                                          | 10                                                         | 11                                                         | 12                                                         | 13                                                         | 14                                                         | 15                                                         | 16                                                         | 17                                                         |                                                            |
| ---------------------------------------------------------- | ---------------------------------------------------------- | ---------------------------------------------------------- | ---------------------------------------------------------- | ---------------------------------------------------------- | ---------------------------------------------------------- | ---------------------------------------------------------- | ---------------------------------------------------------- | ---------------------------------------------------------- | ---------------------------------------------------------- | ---------------------------------------------------------- | ---------------------------------------------------------- | ---------------------------------------------------------- | ---------------------------------------------------------- | ---------------------------------------------------------- | ---------------------------------------------------------- | ---------------------------------------------------------- | ---------------------------------------------------------- | ---------------------------------------------------------- |
| Positie                                                    | 29                                                         | 27                                                         | 21                                                         | 14                                                         | 14                                                         | 22                                                         | 23                                                         | 27                                                         | 28                                                         | 30                                                         | 31                                                         | 31                                                         | 28                                                         | 29                                                         | 30                                                         | 35                                                         | 40                                                         | uit                                                        |

| Brother in de Nederlandse Mega Top 50 binnen: 8 oktober 2006 | Brother in de Nederlandse Mega Top 50 binnen: 8 oktober 2006 | Brother in de Nederlandse Mega Top 50 binnen: 8 oktober 2006 | Brother in de Nederlandse Mega Top 50 binnen: 8 oktober 2006 | Brother in de Nederlandse Mega Top 50 binnen: 8 oktober 2006 | Brother in de Nederlandse Mega Top 50 binnen: 8 oktober 2006 | Brother in de Nederlandse Mega Top 50 binnen: 8 oktober 2006 | Brother in de Nederlandse Mega Top 50 binnen: 8 oktober 2006 | Brother in de Nederlandse Mega Top 50 binnen: 8 oktober 2006 | Brother in de Nederlandse Mega Top 50 binnen: 8 oktober 2006 |
| Week                                                         | 1                                                            | 2                                                            | 3                                                            | 4                                                            | 5                                                            | 6                                                            | 7                                                            | 8                                                            |                                                              |
| ------------------------------------------------------------ | ------------------------------------------------------------ | ------------------------------------------------------------ | ------------------------------------------------------------ | ------------------------------------------------------------ | ------------------------------------------------------------ | ------------------------------------------------------------ | ------------------------------------------------------------ | ------------------------------------------------------------ | ------------------------------------------------------------ |
| Positie                                                      | 42                                                           | 35                                                           | 26                                                           | 19                                                           | 15                                                           | 27                                                           | 36                                                           | 46                                                           | Uit                                                          |

### NPO Radio 2 Top 2000
| Nummer met noteringen in de NPO Radio 2 Top 2000 | '11  | '12 | '13  | '14  | '15  | '16  | '17  |
| ------------------------------------------------ | ---- | --- | ---- | ---- | ---- | ---- | ---- |
| Brother                                          | 1459 | 973 | 1035 | 1026 | 1328 | 1703 | 1935 |

1. ↑  Een vetgedrukt getal geeft de hoogste notering aan.
2. ↑  2011 was het eerste jaar met een notering voor dit nummer.
3. ↑  Deze tabel is bijgewerkt tot en met de laatste editie (2024).